# Totogalpa
Totogalpa är en kommun (municipio) i Nicaragua med 14 157 invånare (2012).  Den ligger i den bergiga nordvästra delen av landet, i departementet Madriz, 10 kilometer söder om Ocotal och 23 kilometer nordost om Somoto. Totogalpa är ett gammalt indiansamhälle som är känt för hemslöjdsfigurer gjorda av majskolvar.

## Geografi
Totogalpa gränsar till kommunerna  Macuelizo, Ocotal och Mozonte i norr, Telpaneca i öster, Palacagüina och Yalagüina i söder, samt till Somoto i väster. Den största orten i kommunen är centralorten Totogalpa med 1 794 invånare (2005).

## Historia
Totogalpa är ett gammalt indiansamhälle som nämns 1603 i spanjorernas första taxeringslängd för Nueva Segovia. År 1685 hade Totogalpa 176 invånare, alla indianer.

## Kända personer
- Sonia María Velásquez, hemslöjdsartist[1]